# Putranjiva matsumurae
Putranjiva matsumurae là một loài thực vật có hoa trong họ Putranjivaceae. Loài này được Koidz. miêu tả khoa học đầu tiên năm 1919.